# Serra del Sit
La serra del Sit és una alineació muntanyenca entre les comarques del Vinalopó Mitja i l'Alacantí, al sud del País Valencià. A grans trets, es pot dir que conforma un massís del qual els dos punts de més altitud són la cilla del Sit, que arriba als 1.147 m, i la penya del Sit, a 1.113 m.
La serra s'estén entre els municipis de Petrer, Montfort, Novelda (tots tres al Vinalopó Mitjà) i Agost (a l'Alacantí).
Des del punt de vista tectònic, pertany a la unitat denominada Prebètic d’Alacant, de les serralades Bètiques, i està formada per calcàries, margues i gresos del Cretaci, materials afectats per multitud de falles que donen lloc a formes de relleu característiques, amb vessants de pendents molt forts cap al nord i est, i més suaus cap al sud-oest.

## Topònim
El seu nom fa referència al topònim d'origen àrab que significa senyor, per tant ve a significar serra del Senyor. També s'ha estès la teoria que el nom de Sit prové del cèlebre personatge Rodrigo Díaz de Vivar el Cid que va lluitar en aquestes contrades amb l'exercit musulmà al segle xi.

## Protecció
La serra del Sit s'inclou en el Paisatge protegit de la Serra del Maigmó i la Serra del Sit des de 2007 amb una extensió de 15.842 hectàrees.